# Rock na Praça
Rock na Praça é um festival de rock, heavy metal e hard rock que ocorre na cidade de São Paulo em parceria com a Prefeitura de São Paulo. O Rock Na Praça se tornou Rockfun Fest em 2019.
O Rock Na Praça e Rockfun Fest foi idealizado por Fabricio Ravelli, empreendedor cultural e sua primeira edição foi realizada pela Muqueta Records e as demais pela Produtora YoungSP. Já sob o nome de Rockfun Fest (2019) o evento é idealizado pela Agência Rockfun Fest. Apoiadas por Roadie Crew, KissFM, Gang da 13, Base Rock entre outros coletivos e grupos de bandas independentes.
O evento acontece nos arredores da Galeria do Rock e conta com quatro edições até então. Sendo a última delas realizada no Vale do Anhangabaú no centro paulistano. O festival já contou com nomes como Suicidal Tendencies, Angra, Os Mutantes,  Jeff Scott Soto,Gloria, Kisser Clan e Project46. e diversos outros. 

## História
O Rock na Praça foi criado em 2015 em uma parceria da Prefeitura de São Paulo, Roadiecrew, Muqueta Records Gang da 13 e Base Rock, com o intuito de incentivar o rock nacional e ocupar espaços públicos do centro da cidade de São Paulo.
Assim como a Virada Cultural que acontece na mesma região, é um evento sem fins lucrativos, com o único intuito de promover cultura ao grande público.
Sua primeira edição ocorreu em dezembro de 2015 em frente a Galeria do Rock no centro de São Paulo, onde reuniu 5 mil pessoas.
Com o crescimento do público e do projeto, em 2016 o local foi alterado a partir da 4ª edição para o Vale do Anhangabaú, edição que contou com público por volta de 10 mil pessoas.
Apesar de já ter contado com grandes nomes do metal nacional como Angra, Glória, Korzus. O festival é aberto para a inscrição de bandas menos conhecidas do grande público que ocasionalmente são selecionadas pela direção artística do evento e por meio do Festival No Corre Rockfun Fest, onde bandas de todo Brasil são selecionadas e, por meio de jurí qualificado e voto público, a banda vencedora se apresenta no Festival. 

## Edições

### 1ª edição
São Paulo, em frente a Galeria do Rock - 13 de Dezembro de 2015
- Project46
- Nervosa
- Worst
- Pompeu & amigos

### 2ª edição
São Paulo, em frente a Galeria do Rock - 24 de Abril de 2016
- Torture Squad
- Woslom
- John Wayne
- Sinaya

### 3ª edição
São Paulo, em frente a Galeria do Rock - 26 de junho de 2016
- Golpe de Estado
- Busic Gang
- Salário Mínimo
- Mattilha
- Ronaldo e os impedidos

### 4ª edição
São Paulo, Vale do Anhangabaú - 4 de Setembro de 2016
- Angra
- Korzus
- Glória
- Kisser Clan